# Black Smurf
Black Smurf (ur. 2 maja 1995) – amerykański raper i autor tekstów pochodzący ze wschodniej części Memphis w stanie Tennesseee, aktywny od 2013 r. na platformie streamingowej SoundCloud.
Jest członkiem kolektywu WaterBoyz. Gościnnie wystąpił w piosence rapera Pouya pt. „Paper Soldiers”, wydał również 3 EP’ki z kolektywem $uicideboy$, Black $uicide, Black $uicide Side B: $uicide Hustle i Black $uicide Side C: The Seventh Seal.
Strona wikifamouspeople umieściła Black Smurf’a na liście popularnych celebrytów, szacowana internetowa wartość rapera to od 100.000$ do 1.000.000$.

## Dyskografia[4]

### Albumy
2013
- Death Star
- Mortal Kombat III

2016
- Public Enemy

2018
- Redemption

### EP’ki
2013
- Cartoons and MaryJane
- Cannabis EP
- Toonami

2014
- Criminal Minds (z: PurppDogg)
- Hustle God EP
- King Smurf
- The Outlaw Child
- Legendary Smurf
- Hustle Warfare (z: PurppDogg)

2015
- 7 Deadly Sins
- Dark Shadow
- Hidden Kings
- Hustle Vendetta
- Invincible
- Black $uicide (z: $uicideboy$)
- Black $uicide Side B: $uicide Hustle (z: $uicideboy$)
- Black $uicide Side C: The Seventh Seal (z: $uicideboy$)

2016
- Beware HP
- Hustle Warfare 2 EP
- Mysterious Pt. 1
- Rated H
- Undeniable
- Unforgotten
- WHATEVER. (z: Idontknowjeffery)
- WW3
- UnPredictable
- After Math
- Raw
- Berserk
- Narcolepsy

2017
- Above The Law Records (CASE 1) ft Black Smurf (z: Idontknowjeffery)

2018
- Mission H

### Mixtape’y
2013
- Plvnet Vegeta
- Sativa Dreams Vol. 1
- Jedi Master

2014
- Dreams 2 Reality

2015
- Hoodlum
- Hustle God 2: Mind Over Matter
- Hustle Warfare 3

2016
- Lost Soul
- Poison
- Public Enemy

2017
- Hustle Warfare 4
- Hustle Village

2020
- Hustle Warfare 5

### Kompilacje
2017
- Hustle Warfare 1 + 2